# Zdeněk Eberl
Zdeněk Eberl (27. ledna 1906, Jičín – 19. července 2000, Praha) byl právník, ekonom, spisovatel a duchovní otec myšlenky zřízení Přírodního parku Prokopské a Dalejské údolí, který se svojí usilovnou a vytrvalou prací zasloužil o jeho vyhlášení v roce 1993.

## Život

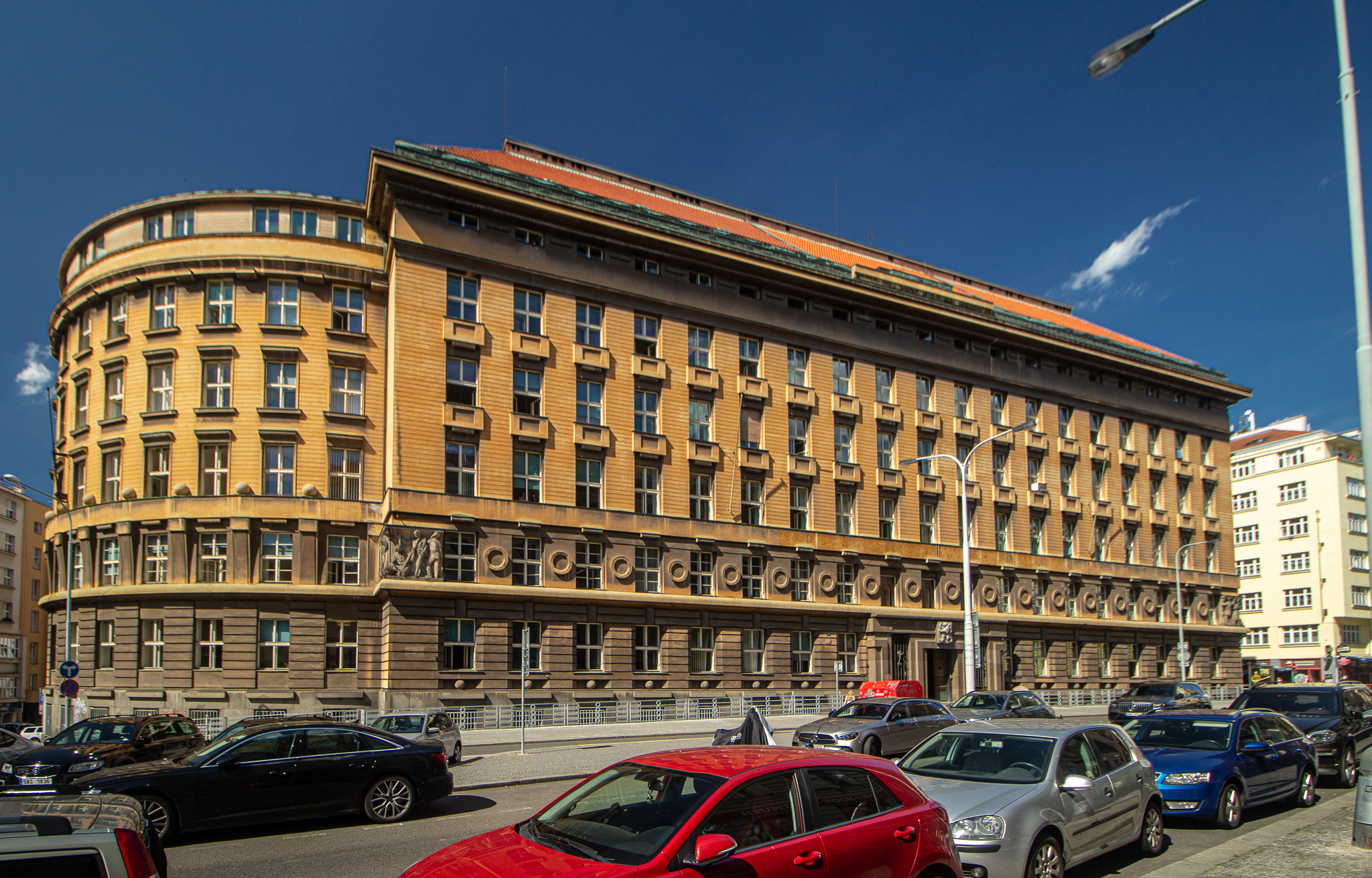
Budova Tabákové režie na pražských Vinohradech

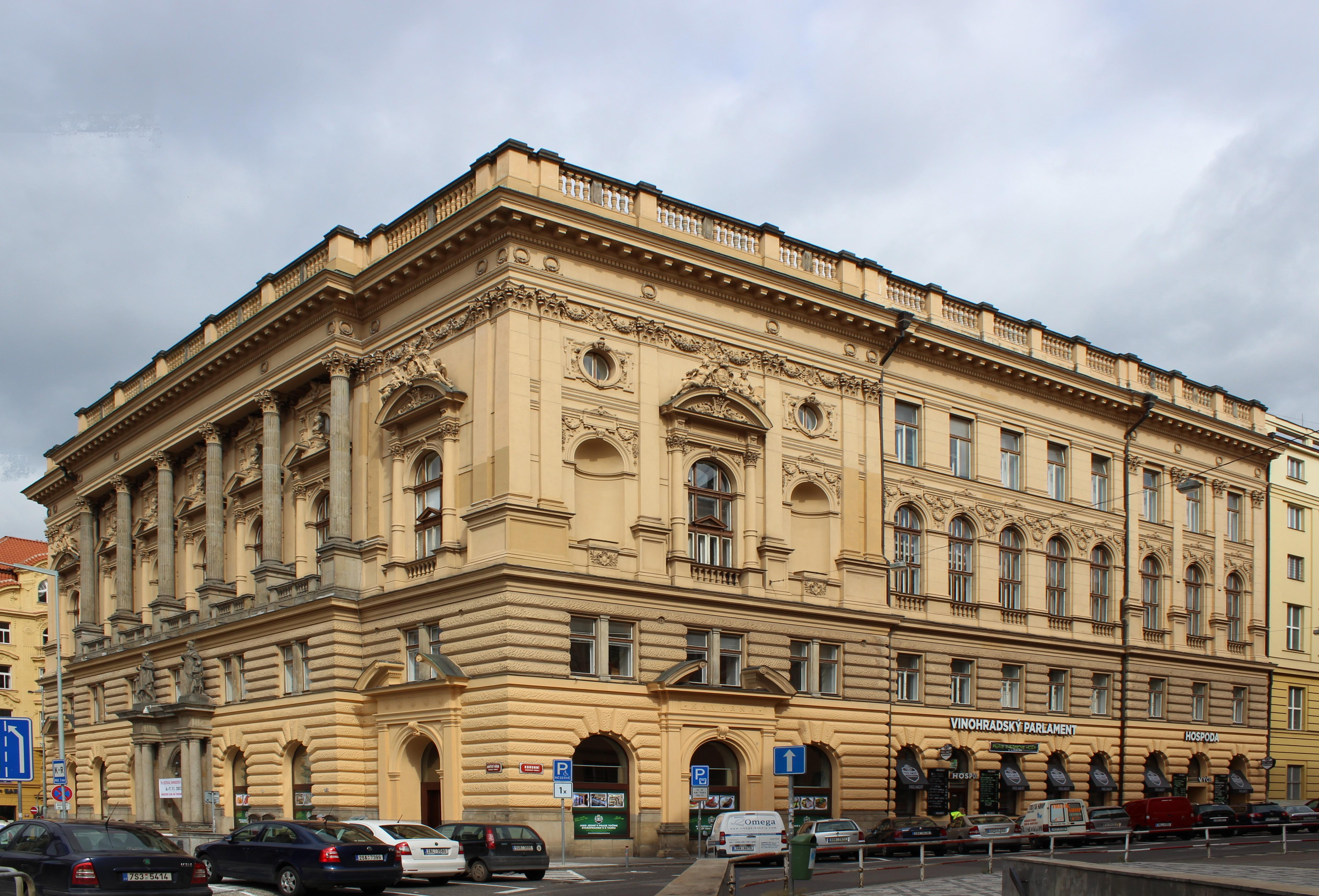
Národní dům na Vinohradech

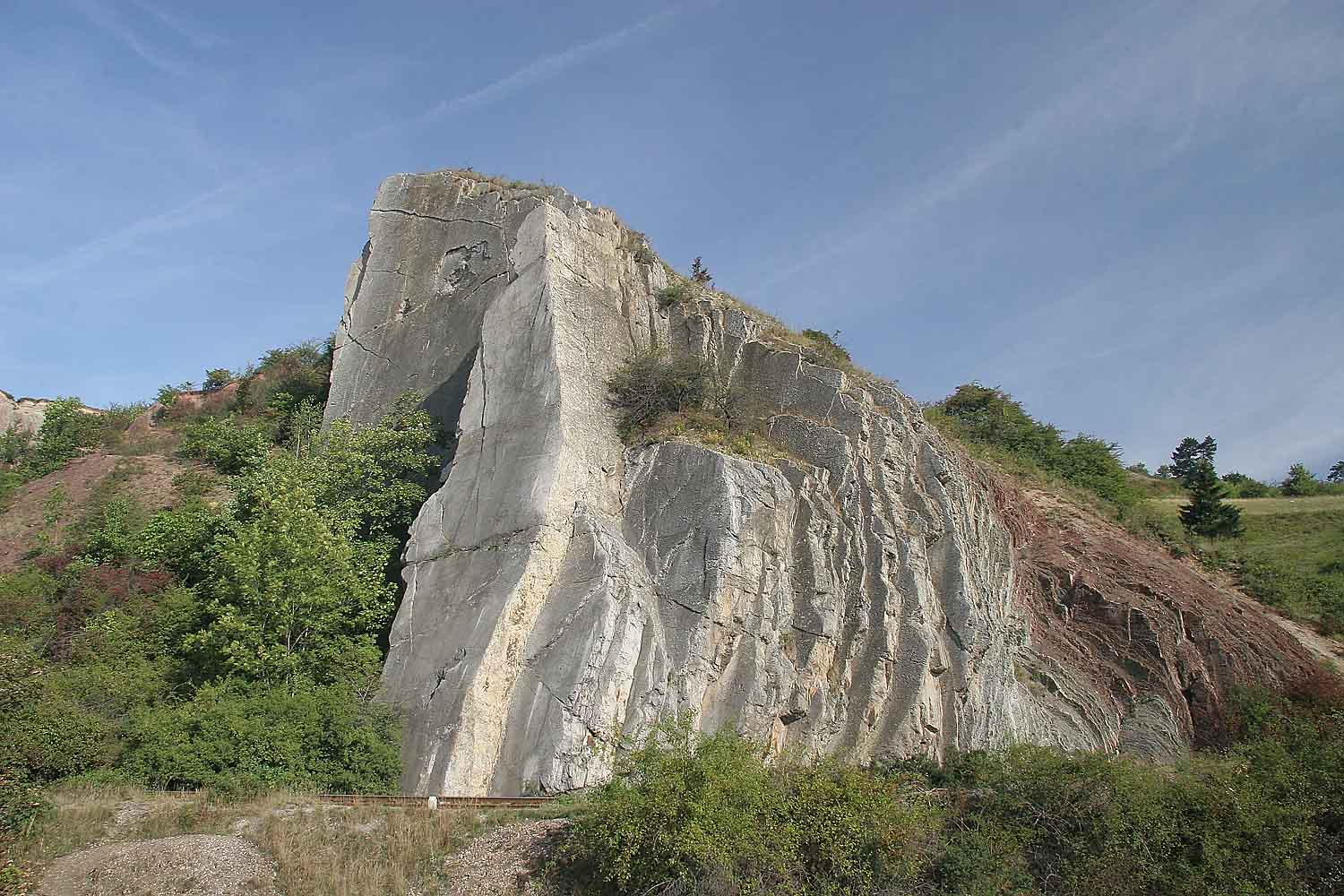
Prokopské údolí – lomy nad tratí u Hlubočep

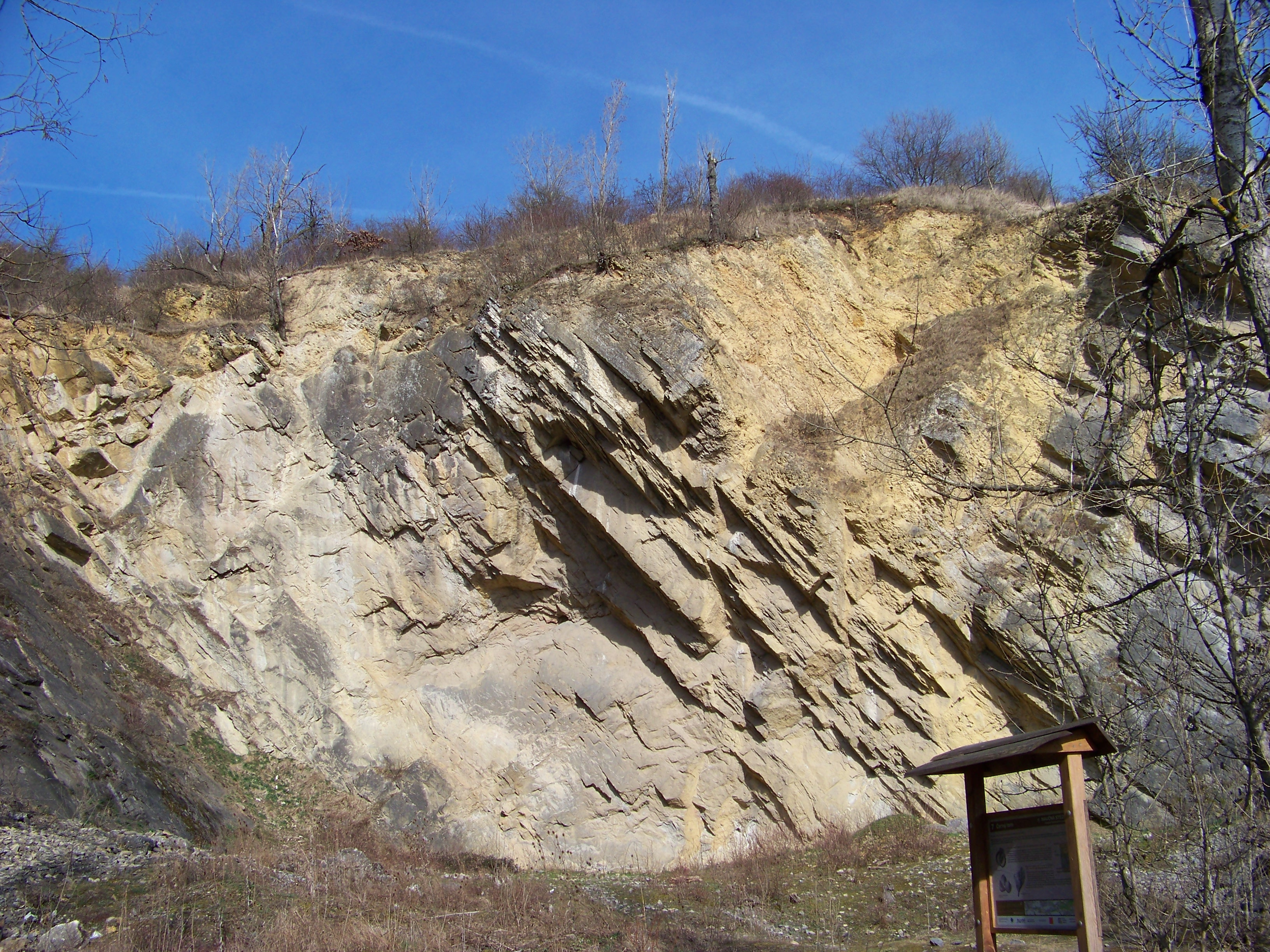
Dalejské údolí – Černý lom

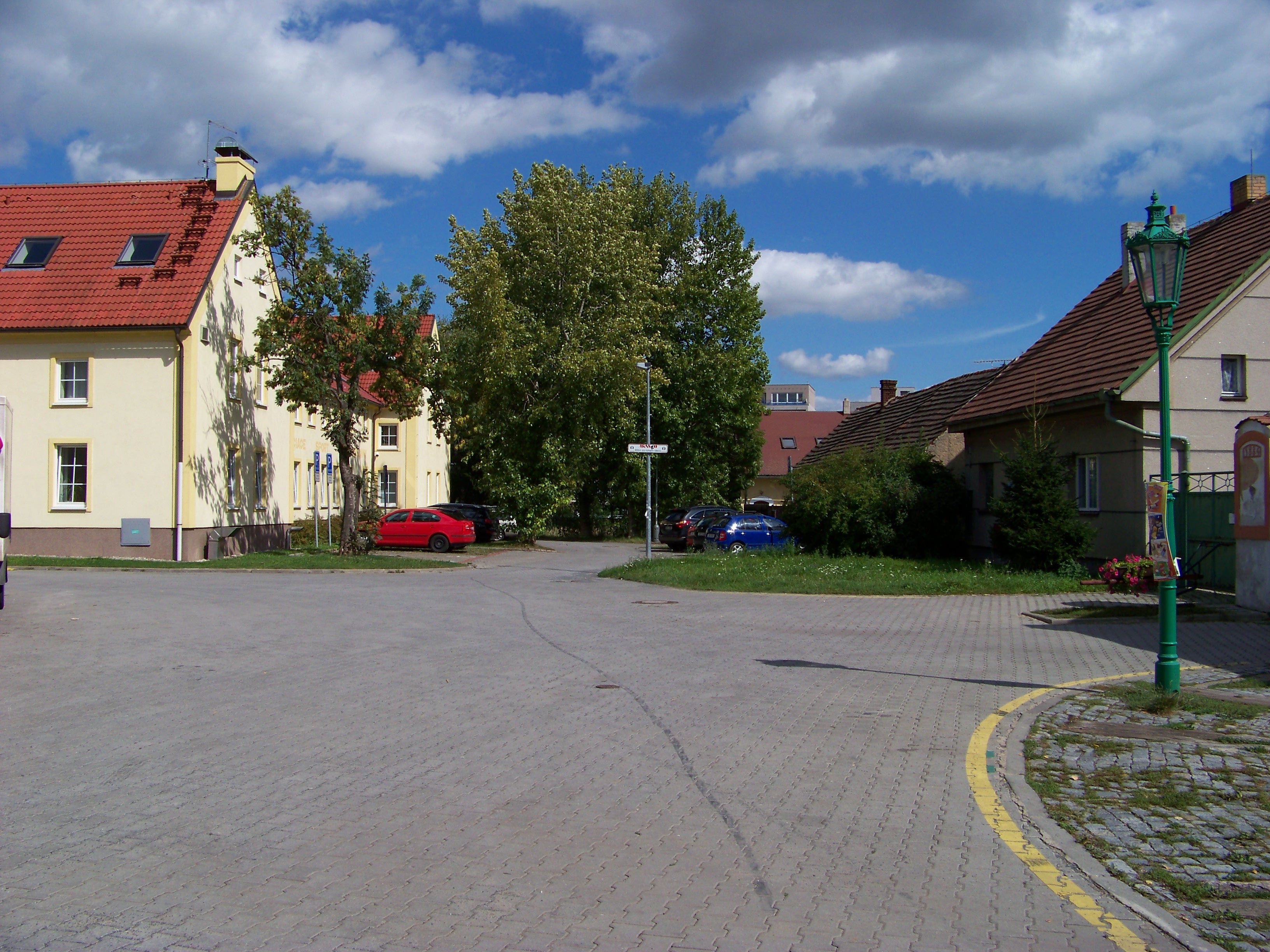
Velká Ohrada – Ohradské náměstí poblíž Eberlovy ulice

### Studia a první praxe
Zdeněk Eberl se narodil 27. ledna 1906. Během svých gymnazijních studií se pod dohledem sólisty Národního divadla učil hře na violoncello a později i na klavír. Po maturitě nastoupil ke studiu na Právnické fakultě UK, po jejím absolvování byl zaměstnán jako koncipient v Tabákové režii. Tady získal první zkušenosti v oboru penzijního pojištění. K nim později přidal ještě zkušenosti v řízení nemocenské péče a v oblasti nákupu tabáku.

### Mezi léty 1936 až 1963
Od roku 1936 pracoval na ministerstvu financí na úřednické pozici. Zde, na ministerstvu financí, se Zdeněk Eberl seznámil s prasynovcem Františka Palackého a napsal o něm studii. Jeho další studie se týkala oblasti rozkládají se od obce Všenory až k městu Řevnice. Zdeněk Eberl byl také spoluautorem dokumentu s názvem Státní hospodaření za války a po revoluci. Ztráta zraku byla důvodem k jeho předčasnému (ve věku 57 let) odchodu do důchodu (v roce 1963).

### V důchodu
Po svém odchodu do důchodu se Zdeněk Eberl začal intenzivně věnovat propagaci Prokopského údolí a to nejen v médiích, ale i mezi laickou veřejností (pořádal besedy v Národním domě). A byl to právě Zdeněk Eberl, kdo za spolupráce s předními českými přírodovědci zmapoval celý terén v zájmové oblasti a výsledky svojí 20leté práce vtělil do publikace Historický místopis Prokopského údolí a okolí (Praha, 1979).

### Po roce 1992
Úsilí, které věnoval ke změně obecného vnímání tohoto unikátního území a k jeho přeměně na životaschopný přírodní prostor nakonec korunoval tím, že se mu (třicet let po svém odchodu do důchodu) dne 4. května 1993 podařilo prosadit uzákonění Přírodního parku Prokopské a Dalejské údolí v nově vymezených hranicích.
Zdeněk Eberl zemřel v Praze 19. července 2000 ve věku dožitých 94 let.

## Publikační činnost
- EBERL, Zdeněk a PETROVSKÝ, Vladimír. Historický místopis Prokopského údolí a okolí. Praha: vlastním nákladem, 1979; 490 textových stran + 17 stran obrazových příloh; (obsahuje mapy, fotografie, vlastní kresby autorů,[5][1] bibliografii, bibliografické odkazy a rejstřík)

## Připomínka
Po JUDr. Zdeňku Eberlovi je pojmenována asi 150 metrů dlouhá Eberlova ulice v jižní části Velké Ohrady (na Praze 13, nedaleko od Ohradského náměstí), která vychází jižním směrem z Petrbokovy ulice a vstupuje od ulice Karla Kryla.